# جون بيرك (سياسي أمريكي)
جون بيرك (بالإنجليزية: John Burke)‏ هو قاضي ومحامي وسياسي أمريكي، ولد في 25 فبراير 1859 في مقاطعة كيوكوك في الولايات المتحدة، وتوفي في 14 مايو 1937 في روشستر في الولايات المتحدة. نشط حزبياً في الحزب الديمقراطي.

## مناصب
- انتخب Treasurer of the United States [الإنجليزية]‏ (1 أبريل 1913 – 5 يناير 1921).
- انتخب عضو مجلس ولاية داكوتا الشمالية.
- انتخب عضو مجلس نواب داكوتا الشمالية.
- انتخب حاكم شمال داكوتا [الإنجليزية]‏ (9 يناير 1907 – 8 يناير 1913).

## وصلات خارجية
- جون بيرك على موقع إن إن دي بي (الإنجليزية)